# 천보초등학교
천보초등학교는 대한민국 경기도 양주시 율정동에 있는 공립 초등학교이다.

## 학교 연혁
- 1947년 3월 1일 덕정국민학교 옥정분교 설립 인가
- 1950년 4월 1일 천보국민학교로 승격 인가
- 1956년 3월 31일 초대 박이빈 교장 취임
- 1982년 3월 10일 병설유치원 개원
- 1996년 3월 1일 천보초등학교로 명칭 변경
- 2002년 8월 30일 학교 직원 사택 보수
- 2003년 10월 14일 정보도서관 개관
- 2004년 3월 11일 신관 8실, 식당 완공
- 2007년 8월 27일 과학실 현대화 사업 완료
- 2010년 2월 5일 신관 다목적실 완공
- 2011년 3월 1일 제16대 이준숙 교장 취임
- 2012년 2월 16일 제57회 졸업식 (총 3778명 졸업)
- 2013년 2월 15일 제58회 졸업식 (총 3829명 졸업)
- 2013년 3월 1일 제17대 신철호 교장 취임
- 2014년 2월 14일 제59회 졸업식 (총 3871명 졸업)
- 2014년 9월 23일 율정관 개관 기념식
- 2015년 2월 13일 제60회 졸업식(총 3918명 졸업)
- 2015년 3월 1일 제18대 강옥성 교장 취임
- 2016년 2월 12일 제61회 졸업식(총 3970명 졸업)
- 2017년 2월 15일 제62회 졸업식(총 4003명 졸업)
- 2017년 3월 2일 초등 13학급(초등12, 특수1), 유치원 1학급 편성

## 참고 자료
- 천보초등학교 - 한국교육학술정보원 학교알리미